# Нахабинка
Нахабинка — малая река в Московской области, давшая имя посёлку городского типа Нахабино. Согласно данным Государственного водного реестра и современным топографическим картам, является левым притоком реки Грязева, которая, в свою очередь, впадает в Истру. Распространено также мнение, что Нахабинка — левый приток Истры, а Грязева — правый приток Нахабинки. Этой версии придерживаются некоторые современные издания.

## Гидрология
Если считать, что Нахабинка — приток Грязевы, то её длина — 10 км. Если же считать, что Нахабинка — приток Истры, то её длина — 25 км, а площадь водосборного бассейна — 109 км².
Река равнинного типа. Питание преимущественно снеговое. Нахабинка замерзает в ноябре — начале декабря, вскрывается в конце марта — апреле.

## Данные водного реестра
По данным государственного водного реестра России относится к Окскому бассейновому округу, водохозяйственный участок реки — Москва от города Звенигород до Рублёвского гидроузла, без реки Истра (от истока до Истринского гидроузла), речной подбассейн реки — бассейны притоков Оки до впадения Мокши. Речной бассейн реки — Ока.
По данным геоинформационной системы водохозяйственного районирования территории РФ, подготовленной Федеральным агентством водных ресурсов.

## Историческая неточность
На дореволюционных картах река Нахабинка обозначена как приток Истры, а река Грязева — левый приток Нахабинки. На советских топографических картах Нахабинка отмечена как левый приток Грязевы, впадающей в Истру. Таким образом, в XX веке реки Нахабинка и Грязева на картах поменялись местами. Современная топонимика является неточной с исторической точки зрения, так как, согласно топографическим картам, река Нахабинка не протекает через Нахабино.